# 天龍工業
天龍工業株式会社（てんりゅうこうぎょう、英: TENRYU INDUSTRIES CO., LTD.）は、富山県富山市に本社を置く鉄道車両・バス・船舶用シート・バスやトラックの内装部品など製造する企業。天龍ホールディングスの子会社。
2009年10月1日に旧天龍工業（後の天龍ホールディングス）のシート事業を会社分割し設立。

## 製品

### 鉄道車両用座席
東海道新幹線700系（グリーン車、普通車ともに）、JR東海道線で運行中の313系5000番台、近鉄21000系電車、名鉄2000系ミュースカイなどの座席を受注している。

### バス用座席
路線バス・観光バス用のシートの国内シェア90 ％ 以上を占め、メーカー標準シートの多くは、天龍工業製である。
夜行高速バス『ドリームスリーパー』用の特注シートの開発にも携わっている。

### 内装部品
バスやトラックの室内外艤装部品製作をはじめ、車両外板部品及び建設機械の部品製作

## 工場
- 本社工場（富山県富山市婦中町）：鉄道車両用座席・バス用座席
- 旭丘工場（石川県白山市旭丘）：内装部品